# Tirant (typographie)
Pour les articles homonymes, voir Tirant.
Cette page contient des caractères spéciaux ou non latins. S’ils s’affichent mal (▯, ?, etc.), consultez la page d’aide Unicode.

Variantes du tirant.

Le tirant est un signe en arc, ressemblant à la brève, utilisé en grec ancien, dans l’écriture du yupik de l’Alaska central, dans différentes notations phonétiques, et en notation Z. Il peut être utilisé comme signe de ponctuation avec chasse ou comme signe diacritique sans chasse, renversé ou non, suscrit ou souscrit, et entre deux ou trois lettres. Il est parfois aussi appelé double brève, dos-d’âne, énotikon grec ou trait d’union papyrologique.

## Grec ancien
Le trait d’union papyrologique ou l’énotikon est retrouvé dans certains textes en grec ancien, avant que l’espace n’ait été inventée pour séparer les mots.
L’énotikon était utilisé pour joindre les mots (comme le trait d'union), en opposition à l’hypodiastole qui séparait les mots,.
L’énotikon était aussi utilisé dans les notations musicales en grec ancien, comme une liaison de prolongation entre deux notes. Si une syllabe était avec trois notes, le signe énotikon était utilisé avec un double point et un disème (tiret suscrit).

## Grec dialectal
La ligature tirant souscrit est utilisé dans la notation du grec pontique, par exemple αλλά͜εις, Αναστά͜ης, τζ̌ά͜ης ou λέ͜ει.

## Yupik de l’Alaska central
Dans l’orthographe pratique du yupik d’Alaska central, le tirant est utilisé dans les digrammes ‹ u͡g, u͡r › et le trigramme ‹ u͡rr ›.

## Alphabet phonétique international
L’Alphabet phonétique international utilise deux types de tirant : la ligature tirant (API #433), souscrite ou suscrite ; et le tirant souscrit (API #509) entre deux symboles.

### Ligature tirant
La ligature tirant représente, en API, les consonnes articulation double,  affriquées, et parfois celles prénasalisées. Elle est le plus souvent suscrite et renversée, mais peut être souscrite s’il y a plus de place sous les symboles qu’elle modifie.
Le codage informatique de la ligature tirant est : U+0361 (diacritique double brève renversée) et U+035C (diacritique double brève souscrite). Ceux-ci intercalent entre les deux lettres qu’elles couvrent, par exemple : m͜b (U+006D U+035C U+0062)

### Tirant souscrit
Le tirant souscrit est utilisé pour représenter le lien (absence de pause) en API, comme la liaison ou d’autres types de sandhi.
En informatique, le caractère utilisé est U+203F (tirant souscrit), avec chasse, à ne pas confondre avec le signe diacritique U+035C (diacritique double brève souscrite), sans chasse.

## Alphabet phonétique ouralique
L’alphabet phonétique ouralique utilise plusieurs formes du tirant :
- la tripe brève renversée ou triple brève souscrite, pour indiquer une triphtongue ;
- la double brève renversée, pour indiquer une diphtongue ;
- la double brève renversée souscrite, pour indiquer la limite de syllabe entre deux voyelles.

## Notation Z
Le tirant en chef est utilisé en notation Z pour représenter la concaténation de séquence, par exemple : «s⁀t» représente la concaténation des séquences s et t ; et «⁀/q» représente la concaténation distribué de la séquence de séquence q.

## Romanisation ALA-LC
La ligature tirant suscrit (ou double brève inversés) est utilisée dans plusieurs romanisations ALA-LC de langues utilisant l’écriture cyrillique. Par exemple, ‹ i͡a › représente ‹ я ›. Pour certaines langues, la ligature tirant peut aussi être surmontée d’un point suscrit, par exemple :
- ‹ t͡͏̇s › représente ‹ ҵ › utilisé dans l’alphabet abkhaze[9].

Pour des raisons de compatibilité avec certains codages (par exemple MARC-8 utilisant des caractères ANSEL), Unicode possède aussi des demi-signes combinants permettant d’imiter la ligature tirant suscrit : U+FE20 et U+FE21 ; chacun venant après la lettre qu’il recouvre, par exemple : t︠s︡ (U+0074 U+FE20 U+073 U+FE21). Dans ces codages, le demi-signe combinant se place avant la lettre qu’il recouvre. Dans Unicode, le demi-signe combinant se place après cette lettre.

## Représentations informatiques

### Codage Unicode
| nom                                                        | caractères | code HTML | Unicode | exemple   |
| ---------------------------------------------------------- | ---------- | --------- | ------- | --------- |
| diacritique sans chasse                                    |            |           |         |           |
| double brève                                               | ͝           | &#861;    | U+035D  | o͝o        |
| double brève renversée, ligature tirant suscrit            | ͡           | &#865;    | U+0361  | /k͡p/      |
| double brève souscrite, énotikon, ligature tirant souscrit | ͜           | &#860;    | U+035C  | /k͜p/      |
| signe de ponctuation avec chasse                           |            |           |         |           |
| tirant souscrit, enotikon                                  | ‿          | &#8255;   | U+203F  | /vuz‿ave/ |
| tirant en chef                                             | ⁀          | &#8256;   | U+2040  | s⁀t       |
| dos-d’âne souscrit                                         | ⁔          | &#8276;   | U+2054  | o⁔o       |
| kayah li cwi                                               | ꤮          | &#xA92E;  | U+A92E  | ní꤮       |
| demi-signe diacritique                                     |            |           |         |           |
| moitité gauche de ligature                                 | ︠           | ︠          | U+FE20  | t︠s        |
| moitité droite de ligature                                 | ︡           | ︡          | U+FE21  | ts︡        |

La triple brève inversée souscrite n'a pas encore été encodée en Unicode mais peut être reproduite en utilisant des demi-signes combinatoires. 